# Manoir du Grand Trémaudan
Le manoir du Grand Trémaudan est un édifice de la commune de Combourg, dans le département d’Ille-et-Vilaine en région Bretagne. 

## Localisation
Il se trouve au nord du département et au sud-ouest du bourg de Combourg. 

## Historique
Le manoir date de 1630 (date inscrite sur une lucarne), et fut fondé par la famille de Trémaudan issue de la noblesse française. 
Il est inscrit au titre des monuments historiques depuis le 26 septembre 2005,,.

## Architecture
En plus du logis principal et des communs, le manoir comprend une chapelle à l’entrée ainsi qu'un pigeonnier rond.